# 擁抱全部/青之時代
擁抱全部／青春時代（全部だきしめて／青の時代）是日本二人組合近畿小子的第4張單曲。於1998年7月29日由傑尼斯娛樂唱片公司發行。

## 解說
這張單曲是首張「兩A面」單曲。由曾經創作過多首大熱歌曲的作詞家康珍化，及吉田拓郎作曲，成為了一時的話題。而編曲方面更由武部聰志負責，可謂集合了豪華的創作組合。據Oricon的統計所得首批銷量達45.1萬張，雖然從上一張單曲的數字稍為回落，但因長期受到樂迷歡迎而成為了KinKi Kids的最長佔據銷量榜第一位的紀錄，佔據第一位共4個星期。這張單曲也同時達成了上張單曲未能達成的百萬銷量，使KinKi Kids合計有3張單曲獲得百萬銷量的榮譽。
或者從認識到參與這張單曲的作曲部份並當時在電視節目裡共演的吉田先生開始，使到KinKi Kids二人開始對音樂醒覺，這樣說相信也不失為過。從那時開始二人雖身為偶像歌手，但同時亦開始了創作各自的音樂，到現在兩人作個人發展，對於這樣的兩人，這次的相識確實給予他們兩人很大的刺激，才會有今天的他們。
銷量方式方面，初回限定版兩款（以「擁抱全部」為形象的『紅色包裝』及以「青春時代」為形象的『藍色包裝』），連通常版在內合共有三個版本發售。各個版本的收錄曲均為相同。而初回版方面更隨牒附送微型相片集（紅色包裝和藍色包裝內容一樣）。
單曲的第一首A面歌曲『擁抱全部』在『LOVE LOVE我愛你』節目披露後，曾以作曲的吉田擔當主音，其他該節目的參與音樂人則負責和唱的陣容“吉田拓郎 with LOVE LOVE ALLSTARS”的名義推出過另一張單曲。這個陣容亦曾在吉田自己的音樂會中演繹過這首歌。另外值得一提，歌曲的日語名字常被誤寫成，正確寫法該是全以平假名書寫：才是。
至於另一首A面歌曲『青春時代』方面，它與帶出訊息正面且流行曲味重的『擁抱全部』不同，它是一首幾乎全以鋼琴演奏的敍事曲。同時這首歌亦是在KinKi Kids的單曲中，唯一一首A面歌曲沒有各自獨唱部份，整首歌皆由二人合唱。日文歌名『青の時代』其實就是中文『青春時代』的意思。而負責這首歌曲作曲作詞的canna也有自己翻唱這首歌曲，收錄於他們的首張專輯「無人島」之中。

## 名稱
- 日語原名：
- 中文意思：擁抱全部／青之時代
- 香港正東譯名：擁抱全部／徬徨少年時
- 台灣豐華譯名：擁抱全部／青的時代
- 台灣艾迴譯名：擁抱全部／青春時代

## 收錄歌曲
1. 擁抱全部（全部だきしめて）
  - ※KinKi Kids參與演出的富士電視台音樂節目『LOVE LOVE我愛你』主題曲。
  - 作曲：吉田拓郎
  - 作詞：康珍化
  - 編曲：武部聰志
2. 青春時代（青の時代）
  - ※堂本剛參與演出的東京放送連續劇『青春時代』主題曲。
  - 作曲：canna
  - 作詞：canna
  - 編曲：新川博
3. 擁抱全部 (Instrumental)
  - 作曲：吉田拓郎
  - 編曲：武部聰志
4. 青春時代 (Instrumental)
  - 作曲：canna
  - 編曲：新川博